# میدوی، شهرستان بکستر، آرکانزاس
میدوی (به انگلیسی: Midway) یک منطقهٔ مسکونی در ایالات متحده آمریکا است که در شهرستان بکستر، آرکانزاس واقع شده‌است. میدوی ۱٬۰۸۴ نفر جمعیت دارد و ۲۷۰٫۹۷ متر بالاتر از سطح دریا واقع شده‌است.